# Thomas Finlay (Politiker)
Thomas Aloysius Finlay (* 17. September 1922; † 3. Dezember 2017) war ein irischer Politiker der Fine Gael sowie Oberster Richter (Chief Justice) des Supreme Court.

## Biografie
Nach dem Schulbesuch studierte er Rechtswissenschaft und war nach Beendigung des Studiums als Barrister-at-Law tätig. 1954 wurde er als Kandidat der Fine Gael zum Abgeordneten (Teachta Dála) des Unterhauses (Dáil Éireann) gewählt und vertrat in diesem bis zu seiner Wahlniederlage 1957 den Wahlkreis Dublin South-Central.
Am 10. Oktober 1972 wurde er zum Richter am High Court ernannt, dem Obersten Zivil- und Strafgericht Irlands. Dessen Präsident war er zwischen 1974 und 1985.
1985 erfolgte seine Berufung zum Chief Justice des Supreme Court. Diese Position bekleidete Thomas A. Finlay bis 1994.
Zuletzt war er als ehemaliger Oberster Richter noch Mitglied des Staatsrates (Comhairle Stáit), einem Beratungsgremium des irischen Präsidenten. Finlay starb im Dezember 2017 im Alter von 95 Jahren. Seine Tochter ist die frühere Richterin Mary Finlay Geoghegan.